# Arnošt Nejedlý
Arnošt Nejedlý (ur. 22 maja 1883, zm. w 1917 w Hamburgu) – biegacz reprezentujący Bohemię, uczestnik letnich igrzysk olimpijskich w Londynie w 1908 roku.

## Występy na igrzyskach
| Igrzyska | Konkurencja   | Półfinały | Półfinały        | Finał                 | Finał                 |       |         |
| Igrzyska | Konkurencja   | Wynik     | Miejsce          | Wynik                 | Miejsce               | Wynik | Miejsce |
| -------- | ------------- | --------- | ---------------- | --------------------- | --------------------- | ----- | ------- |
| LIO 1908 | Bieg na 5 mil | 28:29,80  | 3. w swoim biegu | → Nie awansował dalej | → Nie awansował dalej |       |         |
| LIO 1908 | Maraton       |           |                  | 3-26:26,20            | 18.                   |       |         |